# Ballads of the Broken
Ballads of the Broken è un album in studio del cantante statunitense Jelly Roll, pubblicato nel 2021.

## Tracce
1. Dead Man Walking – 3:21
2. Backslide – 3:03
3. Son of a Sinner – 3:52
4. Over You – 2:16
5. Hollow – 3:13
6. Even Angels Cry – 2:53
7. Sober – 2:36
8. Empty House – 3:32
9. Mobile Home (demo) – 2:21
10. Son of a Sinner (demo) – 3:55

## Classifiche
| Classifica (2021) | Posizione raggiunta |
| ----------------- | ------------------- |
| Stati Uniti       | 157                 |